# Gna

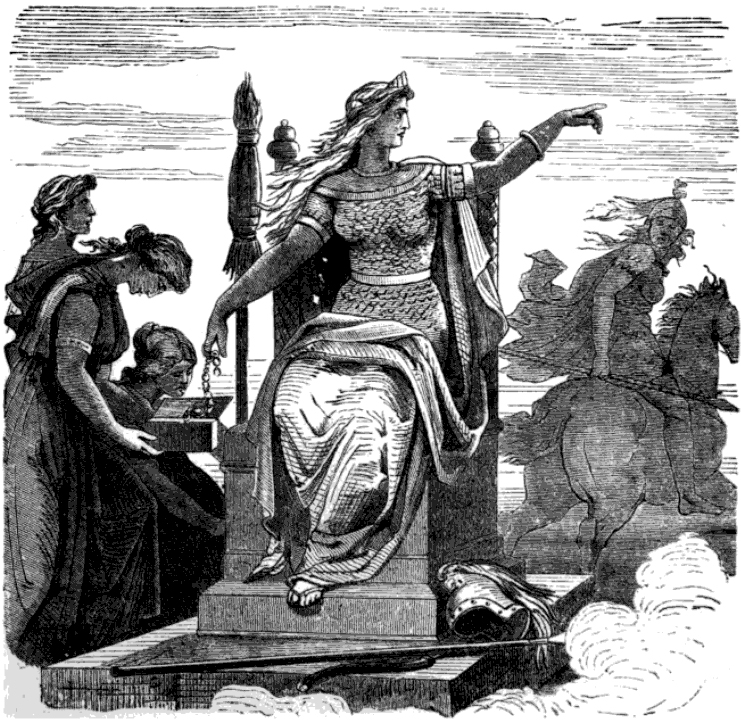
Frigg envía a Gná, montada en Hófvarpnir, a cumplir un mandado en Frigg and her Maidens (1902).

Gna es, en la mitología nórdica, una de las tres sirvientas de Frigg, junto con Fulla y Hlin.
Ella es la mensajera celeste y la que cuida de los asuntos de Frigg alrededor del mundo. Probablemente esta es la razón por la cual tiene un caballo llamado Hofvarpnir, que es capaz de moverse a través del aire.
En la Edda prosaica se le describe así: "La decimocuarta Gna, es a esta a la que Frigg envía a los mundos con sus recados; tiene un caballo que corre por el aire y sobre el agua, y que se llama Hofvarpnir. Del nombre Gna viene el que se diga que gnæfar de cualquier cosa que se eleva a lo alto".
Es una de las catorce diosas descritas por Snorri Sturluson.